# 致密黑耳
致密黑耳（学名：Exidia compacta）是属于银耳目银耳科黑耳属的一种真菌，群生于栎树等阔叶树朽木有树皮处。该种分布于北美洲、亚洲、美国。